# Дарман
Дарман (фр. Darmannes) је насеље и општина у североисточној Француској у региону Шампањ-Арден, у департману Горња Марна која припада префектури Шомон.
По подацима из 2011. године у општини је живело 256 становника, а густина насељености је износила 14,1 становника/km². Општина се простире на површини од 18,15 km². Налази се на средњој надморској висини од 330 метара.

## Демографија
| 1962. | 1968. | 1975. | 1982. | 1990. | 1999. | 2011. |
| ----- | ----- | ----- | ----- | ----- | ----- | ----- |
| 140   | 149   | 137   | 181   | 165   | 162   | 256   |

График промене броја становника у току последњих година